# فریدریش زیلشر

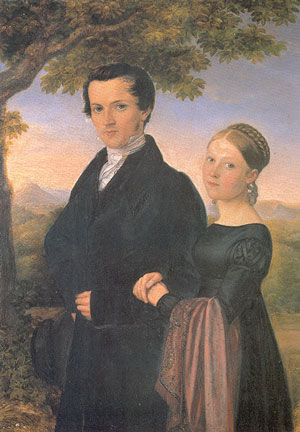
فریدریش زیلشر

فیلیپ فریدریش زیلشر (به آلمانی:Philipp Friedrich Silcher؛ ۲۷ ژوئن ۱۷۸۹ در اشنایت (امروزه بخشی از واینشتات) - ۲۶ اوت ۱۸۶۰ در توبینگن)، یک آهنگ‌ساز آلمانی بود که بابت (به آلمانی: Lieder)اش (آهنگ‌ها) مشهور است، هم‌چنین به عنوان یک پدیدآورندهٔ ترانه‌های میهنی.